# لاس ناباس دل مارکس
لاس ناباس دل مارکس دهستانی در استان آبیلای اسپانیا است.
در این دهستان ۴٬۳۵۴ نفر زندگی می‌کنند. مساحت این دهستان ۹۷٫۷۸ کیلومتر مربع است.